# Bilyn (okres Rachov)
Bilyn, česky také Bilina, ukrajinsky Білин, maďarsky Bilin, je obec v Rachovské městské komunitě, v Zakarpatské oblasti Ukrajiny. V roce 2021 zde žilo 1746 obyvatel.

## Místní části
- Štyvirskyj / Штивірський
- Dudnjačyj / Дуднячий
- Cyganskyj / Циганський

## Geografie
Bilyn se rozkládá na obou březích Černé Tisy, 9 km severně od Rachova. Na území obce je 6 pramenů minerální vody.

## Historie
Do uzavření Trianonské smlouvy byla obec součástí Uherska, poté byla, pod názvem Bilina, součástí Československa. V roce 1939 byla obec okupována Maďarskem. Od roku 1945 byla součástí Ukrajinské sovětské socialistické republiky, která byla součástí SSSR. Od roku 1991 je součástí nezávislé Ukrajiny.